# Burn Your Fire for No Witness
Burn Your Fire for No Witness là album phòng thu thứ hai của nữ ca sĩ kiêm sáng tác nhạc người Mỹ Angel Olsen. Album được Jagjaguwar Records phát hành vào ngày 17 tháng 2 năm 2014. Các đĩa đơn từ album bao gồm ba ca khúc "Forgiven/Forgotten", "Hi-Five" và "Windows". Phiên bản cao cấp của album có thêm năm bài hát và được phát hành vào ngày 18 tháng 11 năm 2014.

## Tiếp nhận phê bình
| Đánh giá chuyên môn | Đánh giá chuyên môn |
| Điểm trung bình     | Điểm trung bình     |
| Nguồn               | Đánh giá            |
| ------------------- | ------------------- |
| AnyDecentMusic?     | 8,2/10              |
| Metacritic          | 84/100              |
| Nguồn đánh giá      |                     |
| Nguồn               | Đánh giá            |
| AllMusic            | [ 3 ]               |
| The A.V. Club       | B+                  |
| The Daily Telegraph | [ 5 ]               |
| The Guardian        | [ 6 ]               |
| Mojo                | [ 7 ]               |
| NME                 | 9/10                |
| Pitchfork           | 8,3/10              |
| Q                   | [ 10 ]              |
| Rolling Stone       | [ 11 ]              |
| Spin                | 7/10                |

Burn Your Fire for No Witness nhận được những đánh giá tích cực từ đông đảo các nhà phê bình âm nhạc. Trên Metacritic, một trang đưa ra số điểm chuẩn trên thang 100 dựa trên các bài đánh giá của các xuất bản phẩm phổ biến, album nhận được điểm trung bình là 84 dựa trên 36 bài đánh giá, tương ứng với nhận xét "được tán dương rộng rãi". Turntable Kitchen gọi album là "hấp dẫn và được biên soạn một cách đẹp đẽ", và nhận xét thêm rằng "[đây là] một album vỡ òa [trong] sự lãng mạn tuân theo bản năng một cách đầy đau đớn và [khiến] cho con tim như muốn vỡ tung ra." The A.V. Club đánh giá Burn Your Fire for No Witness là album xuất sắc nhất năm 2014. Cuộc bình chọn thường niên Pazz & Jop của các nhà phê bình của tạp chí The Village Voice xếp album ở vị trí thứ 8 trong danh sách những album xuất sắc nhất năm 2014.
Vào tháng 12 năm 2019, Pitchfork liệt kê Burn Your Fire for No Witness ở vị trí thứ 26 trong danh sách 200 album xuất sắc nhất thập niên 2010.

## Danh sách bài hát
Tất cả các ca khúc được viết bởi Angel Olsen, trừ các ca khúc được ghi chú.
| STT              | Nhan đề              | Thời lượng |
| ---------------- | -------------------- | ---------- |
| 1.               | "Unfucktheworld"     | 2:05       |
| 2.               | "Forgiven/Forgotten" | 2:03       |
| 3.               | "Hi-Five"            | 2:57       |
| 4.               | "White Fire"         | 6:55       |
| 5.               | "High & Wild"        | 3:53       |
| 6.               | "Lights Out"         | 4:27       |
| 7.               | "Stars"              | 4:38       |
| 8.               | "Iota"               | 3:27       |
| 9.               | "Dance Slow Decades" | 4:05       |
| 10.              | "Enemy"              | 5:43       |
| 11.              | "Windows"            | 4:07       |
| Tổng thời lượng: | Tổng thời lượng:     | 44:20      |

| Bài hát thêm cho phiên bản cao cấp | Bài hát thêm cho phiên bản cao cấp    | Bài hát thêm cho phiên bản cao cấp |
| STT                                | Nhan đề                               | Thời lượng                         |
| ---------------------------------- | ------------------------------------- | ---------------------------------- |
| 12.                                | "White Water"                         | 5:40                               |
| 13.                                | "All Right Now"                       | 2:59                               |
| 14.                                | "Only with You"                       | 2:35                               |
| 15.                                | "May as Well"                         | 2:39                               |
| 16.                                | "Endless Road" (sáng tác: Hoyt Axton) | 2:04                               |
| Tổng thời lượng:                   | Tổng thời lượng:                      | 60:17                              |

## Xếp hạng

### Xếp hạng tuần
| Bảng xếp hạng (2014)                     | Vị trí cao nhất |
| ---------------------------------------- | --------------- |
| Album Bỉ (Ultratop Vlaanderen)           | 81              |
| Album Bỉ (Ultratop Wallonie)             | 55              |
| Album Pháp (SNEP)                        | 146             |
| Album Anh Quốc (OCC)                     | 64              |
| Album Anh Quốc Independent (OCC)         | 13              |
| Album Hoa Kỳ Billboard 200               | 71              |
| Album Hoa Kỳ Independent (Billboard)     | 16              |
| Album Hoa Kỳ Top Alternative (Billboard) | 12              |
| Album Hoa Kỳ Top Rock (Billboard)        | 19              |